# Radbod Ier de Frise
Pour les articles homonymes, voir Radbod (homonymie).
Radbod Ier de Frise (en néerlandais : Radbod I van de Friezen, et en allemand : Radbod I. von Friesland), également connu sous les noms de Ratbod, Radboud ou encore Redbad (né vers 645 et mort en 719), est un roi de Frise de 679 à 719.
Il est sans doute selon certaines sources le fils de Richard II de Frise.

## Biographie
Son prédécesseur, Aldgisl, avait accueilli à partir de 678 le missionnaire chrétien Wilfrid d'York qui avait commencé l'évangélisation de ses États. Radbod, pour sa part resté fidèle au paganisme, tente de gagner son indépendance vis-à-vis des Royaumes francs, en résultent de nombreuses guerres civiles déchirant la région.
En 689, il est battu par le maire du Palais d'Austrasie Pépin de Herstal lors de la bataille de Dorestad et doit lui céder la Frise occidentale, de l'embouchure de l'Escaut à la Vlie. Utrecht tombe sous influence franque en 690 et devient le siège d'un évêché dirigé par Willibrord, qui continue l'évangélisation des Frisons.
Radbod s'enfuit vers le nord à la suite de cette défaite, peut-être jusqu'à Heligoland. Il reprend les armes en 692, puis vaincu à nouveau, se soumet. Il dépêche une ambassade à Pépin et devient tributaire des Francs. Pépin doit intervenir encore à Dorestad en 697 contre les Frisons qui sont vaincus. Selon la légende, Radbod aurait alors accepté de se convertir et le missionnaire Wulfram de Sens est envoyé pour le baptiser. Mais le roi des Frisons refuse le sacrement au dernier moment. Sa fille Theudesinde épouse en 711 le fils aîné de Pépin, Grimoald II.
La légende de Saint Fris fait de celui-ci un fils de Radbod, qui se serait enfui après sa conversion au catholicisme auprès de Charles Martel, fils naturel de Pépin.
Après la mort de Grimoald et de Pépin en 714, Radbod attaque de nouveau les Francs. Il chasse Willibrord et ses moines et avance jusqu'à Cologne, où il bat les troupes de Charles Martel en 716. Radbod meurt en 719. Son successeur Poppo, continue la lutte mais Charles Martel parvient à soumettre les Frisons par des expéditions en 725, 734 et 736.

## Galerie

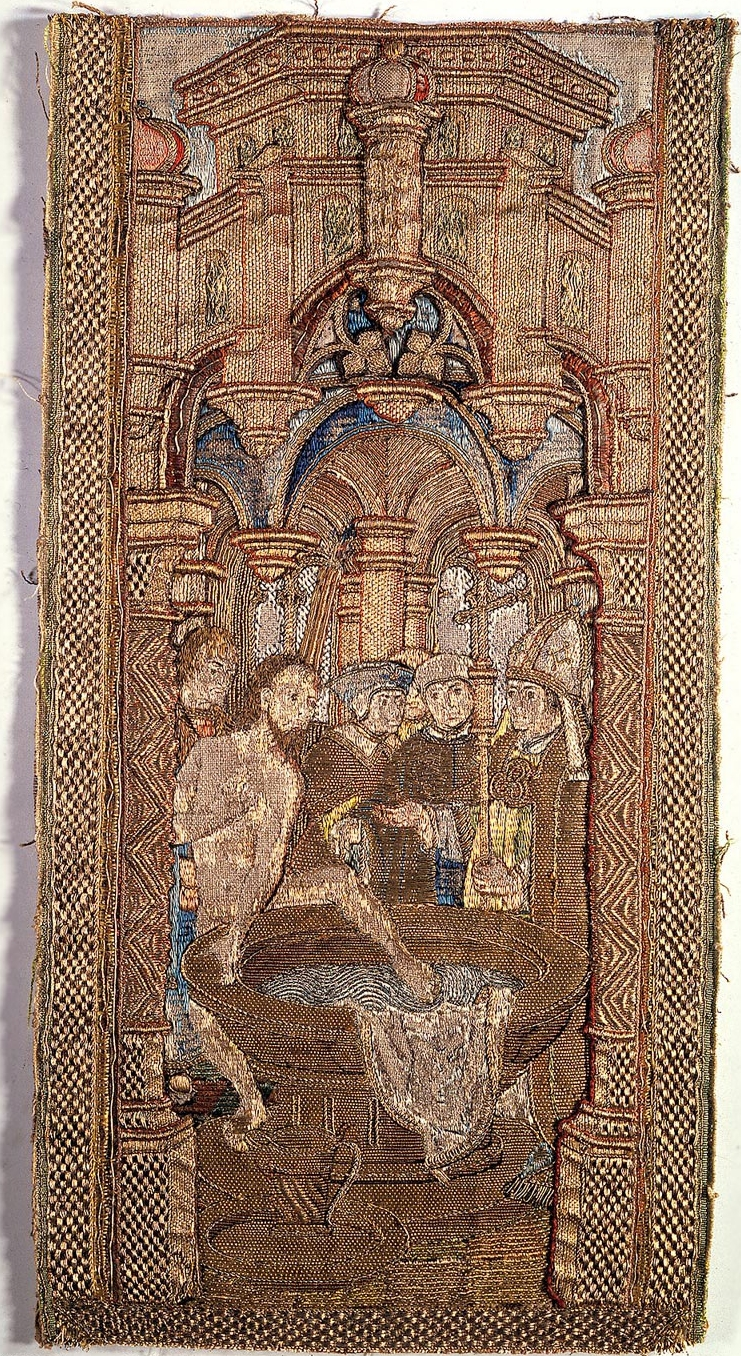
Broderie représentant la légende dans laquelle Radbod est prêt à être baptisé par Wulfram (ici remplacé par Willibrord), mais au dernier moment, refuse (Musée du couvent Sainte-Catherine, Utrecht).
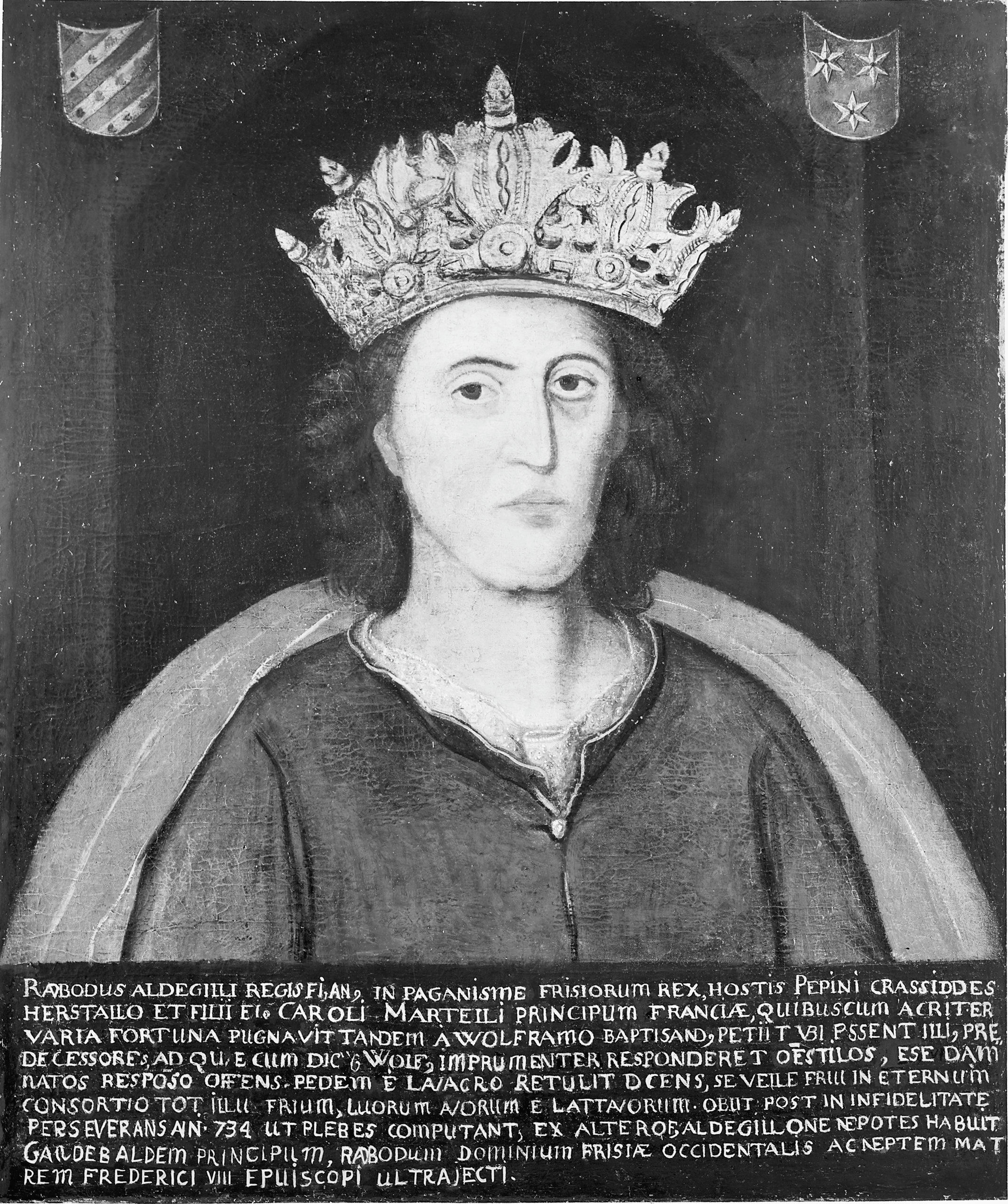
Portrait supposé de Radbod conservé à Medemblik.